# Союз писателей Азербайджана
Союз писателей Азербайджана (азерб. Azərbaycan Yazıçılar Birliyi) — общественная творческая организация азербайджанских писателей, драматургов, поэтов, переводчиков, критиков и других деятелей литературы. Учреждена 13 июня 1934 года, на I съезде писателей Азербайджана. В Союз входят около 1500 членов.

## История

Участники I съезда Союза писателей Азербайджана: (сидят справа налево): Р. Б. Эфендиев, В. Вишневский, А. Ширванзаде, Абдулла Шаиг, Ю. В. Чеменземинли, Мамед Кязым Алекберли; (стоят справа налево): Ефим Гурвич, М. Рафили, Дж. Джаббарлы, Гантемир, М. С. Ордубади, А. Джавад, С. Вургун, М. Гусейн. Баку, 13 июня 1934 года

Предпосылки создания Союза писателей Азербайджана появились в 1923 году, когда появилась потребность в объединении всех азербайджанских писателей в составе единой организации. Несколько писателей Азербайджана опубликовали обращение, в котором заявляли об учреждении «Кружка союза тюркских литераторов и поэтов» — художественного союза, под названием «Илдырым», что означает в переводе с азербайджанского — «Молния».
Параллельно союзу «Молния», сформировалось литературное общество «Гызыл Галямляр» (рус. «Красные перья»), созданное 25 декабря 1925 года в Баку. Оно собрало вокруг себя юные литературные дарования Азербайджана, объединённые в литературных кружках.
В начале июля 1925 года состоялось первое общее собрание азербайджанских писателей, на котором было принято решение об объединении в единой организации всех литературных сил Республики. Было создано временное правление Общества писателей Азербайджана. Попытки повторного учреждения Общества писателей Азербайджана начались в апреле 1932 года и спустя 2 года, 13 июля 1934 года, на I съезде писателей Азербайджана, прошедшем в Баку, был учреждëн Союз писателей Азербайджана. Первым председателем Союза писателей Азербайджана был избран Мамед Кязым Алекберли.

## Государственная поддержка

### 1997 год
Указом президента Азербайджанской Республики Гейдара Алиева от 24 ноября 1997 года, с целью усиления государственной заботы о писателях Азербайджана, для расширения их творческих возможностей, оживления литературного климата и принимая во внимание мысли и предложения, выдвинутые на Х съезде Союза писателей Азербайджана, было постановлено осуществить за счëт средств государственного бюджета издание журналов Союза писателей Азербайджана: «Литературный Азербайджан», «Азербайджан», «Гобустан», «Улдуз» и «Адабийят газети», а также назначены персональные стипендии для талантливых молодых писателей Азербайджанской Республики.

### 2009 год
Согласно распоряжению президента Азербайджанской Республики Ильхама Алиева от 18 мая 2009 года, о 75-летнем юбилее создания Союза писателей Азербайджана и начала издания «Адабийят газети», Министерство культуры и туризма Азербайджана совместно с Союзом писателей Азербайджана подготовило и провело план мероприятий, посвящённых памятным датам.

## Цели
Основной целью организации является практическая поддержка литературно-художественной деятельности молодых писателей, агитация азербайджанской литературы как в пределах страны, так и за её пределами, объединение вокруг национальной литературы творческих азербайджанцев, проживающих в зарубежных странах, а также усиление связи между писателями и читательской аудиторией.

## Структура
Наивысшим органом Союза писателей Азербайджана является съезд, который созывается раз в 5 лет. Всего со дня создания организации проведено XI съездов (1934, 1954, 1958, 1965, 1971, 1976, 1981, 1986, 1991, 1997 и 2004 гг.). Между съездами союзом руководит секретариат и Председатель. XII съезд Союза планируется провести в сентябре 2013 года.

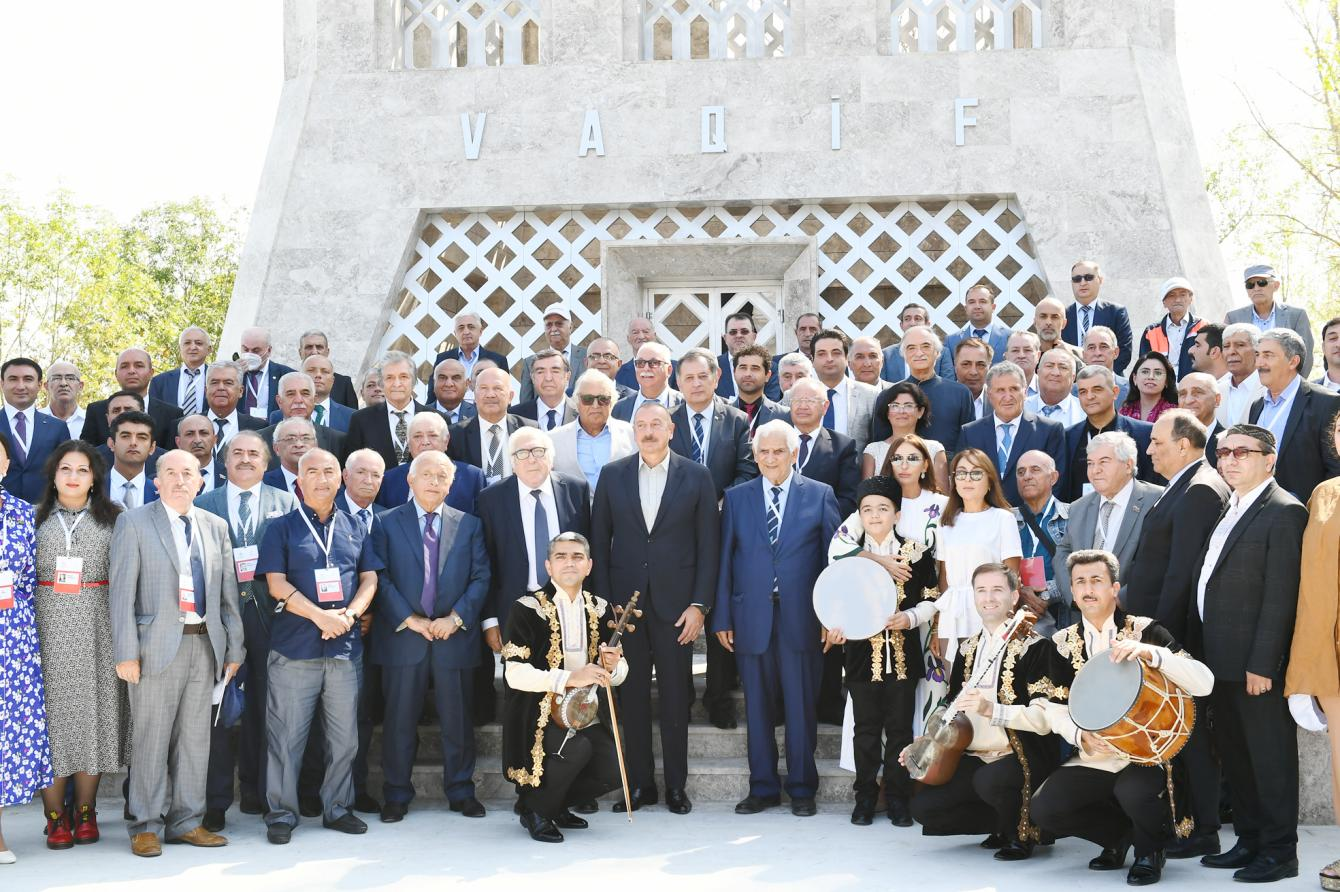
Дни поэзии Вагифа 2021

- Председатель союза
- Секретари союза
- Совет старейшин
- Правлениe союза
- Молодёжный совет
- Ревизионная комиссия

## Деятельность
С августа 2021 года члены Союза писателей принимают участие возобновлённых Днях поэзии Вагифа в Шуше. В июле 2024 года в фестивале приняли участие более 100 членов Союза. 

## Руководители
| №  | Года            | ФИО              | Должность    |
| -- | --------------- | ---------------- | ------------ |
| 1  | 1934—1936       | Мамед Алекперли  | Председатель |
| 2  | 1936—1938       | Сейфулла Шамилов | Председатель |
| 3  | 1938—1939       | Расул Рза        | Председатель |
| 4  | 1939 — 1940     | Сулейман Рагимов | Председатель |
| 5  | 1941 — 1944     | Самед Вургун     | Председатель |
| 6  | 1944—1945       | Сулейман Рагимов | Председатель |
| 7  | 1945 — 1948     | Самед Вургун     | Председатель |
| 8  | 1948 — 1954     | Мирза Ибрагимов  | Председатель |
| 9  | 1954 — 1965     | Мехти Гусейн     | Председатель |
| 10 | 1965 — 1975     | Мирза Ибрагимов  | Председатель |
| 11 | 1975—1981       | Имран Касумов    | Председатель |
| 12 | 1981 — 1986     | Мирза Ибрагимов  | Председатель |
| 13 | 1986 — 1987     | Исмаил Шихлы     | Председатель |
| 14 | 1987 — по н. в. | Анар             | Председатель |

## Печатные органы
| №  | Название                                              | Тип издания | Год начала издания | Редактор                     | История |
| -- | ----------------------------------------------------- | ----------- | ------------------ | ---------------------------- | --- |
| 1  | «Азербайджан»                                         | журнал      | 1923               | Интигам Касумзаде            | Является первым печатным органом Союза. Первый номер был издан 28 января 1923 года под названием «Маариф и Меденият» (рус. «Образование и культура»), в дальнейшем несколько раз менял своё название: в 1928—1941 годах «Ингилаб ве меденият» (рус. «Революция и культура»), в 1941—1946 годах «Ветен угрунда» (рус. «За родину»), в 1946—1952 годах вновь стал называться «Ингилаб ве меденият» (рус. «Революция и культура»). С 1953 года журнал носит нынешнее название «Азербайджан». С 1997 года главным редактором журнала является заслуженный деятель искусств Азербайджана Интигам Касумзаде. |
| 2  | «Гызыл Галям» (рус. «Золотое перо»)                   | журнал      | 1924               |                              | В данное время не издается |
| 3  | «Адабийят джепесинде» (рус. «На литературном фронте») | журнал      | 1930               |                              | В данное время не издается |
| 4  | «Худчум»                                              | журнал      | 1930               |                              | В данное время не издается |
| 5  | «Литературный Азербайджан»                            | журнал      | 1 января 1931 года | Солмаз Мирза гызы Ибрагимова | Журнал начал выходить с 1 января 1931 года, как общественно-политический журнал литературы и искусства Ассоциации пролетарских писателей Азербайджана. Первоначально назывался «Темп» и печатался в издательстве «Бакинский рабочий». С ноября 1931 года поменял своё название на «Ударник». С начала 1934 года приобрёл своё нынешнее название — «Литературный Азербайджан». Выходит ежемесячно. |
| 6  | «Ədəbiyyat qəzeti» («Литературная газета»)            | газета      | 1 января 1934 года | Аяз Вяфалы                   | Первый номер газеты под эгидой Союза писателей Азербайджана вышел в свет 1 января 1934 года. С 1953 по 1967 года она являлась совместным печатным органом Союза писателей Азербайджана, Министерства кинематографии Азербайджанской ССР и Управления по делам искусства при Совете Министров Азербайджанской ССР. С 1967 года стала органом печати Союза писателей Азербайджана и Министерства культуры Азербайджанской ССР и выходила в формате А-3 на 16 страницах. С января 1991 года газете было возвращено первоначальное название «Адабийят газети». Первым главным редактором газеты был Гаджибаба Назирли, далее на этом посту его заменяли Сейфулла Шамилов, Мамед Саид Ордубади, Осман Сарывелли, Мамед Джафар, Анвер Алибейли, Ахмед Джамиль, Сулейман Рустам, Гасым Гасымзаде, Юсиф Азимзаде, Гусейн Аббасзаде, Нариман Гасанзаде, Джабир Новруз и Сабир Ахмедли. |
| 8  | «Улдуз» (рус. «Звезда»)                               | газета      | 1967               | Эльчин Гусейнбейли           | Является ежемесячным органом Союза писателей Азербайджана. Выходит с 1967 года. Огромный вклад в создание журнала внес тогдашний Секретарь ЦК КП Азербайджана, писатель-драматург Шихали Курбанов. Первым главным редактором издания был Муса Мусаев. Далее журналом руководили Акиф Гусейнов, Ахмед Джамиль, Юсиф Самедоглу, Аббас Абдулла, Алекпер Салахзаде. В настоящее время журнал возглавляет писатель-драматург Эльчин Гусейнбейли. |
| 7  | «Гобустан»                                            | журнал      | 1969               | Алекпер Салахзаде            | Первый номер журнала увидел свет в 1969 году. Издание носит название знаменитого исторического региона Азербайджана — Гобустанского государственного историко-художественного заповедника, на территории которого сохранились наскальные рисунки доисторических времен. Большую роль в создании и формировании образа журнала сыграл нынешний глава Союза писателей Азербайджана, народный писатель Азербайджана Анар, который неизменно руководил журналом в течение 20 лет. С 1987 по 2004 год журнал возглавлял народный поэт Азербайджана Фикрет Годжа. |
| 9  | «Мировая литература»                                  | журнал      | 2004               | Салим Бабуллаоглы            | Журнал, основателем которого является поэт Салим Бабуллаоглы, выходит как издание Союза писателей Азербайджана, с мая 2004 года. Основной целью издания является ознакомление читателей с образцами мировой литературы, переведенными на азербайджанский язык. Значительную помощь в выходе журнала оказывает Министерство культуры и туризма Азербайджанской Республики. С 2005 года журнал начал издавать книги из серии «ДАБ». К настоящему времени свет увидело уже 14 книг. |
| 10 | «Мир литературы»                                      | газета      | 2007               | Асим Джалилов                | Выходящее с 2007 года издание, является приложением к газете «Адабийят газети». Основными рубриками являются рубрики: «Писатель и время», «Литературный портрет», «Страницы истории», «Неизвестное об известном», «Былое и думы», «Классики в классических переводах», «Актуальный аспект», «Наследие», «Наш современник» и другие. Шеф-редактором газеты является Асим Джалилов. |

## Отделения Союза
| №  | Отделение                 | Председатель      | Дата открытия        |
| -- | ------------------------- | ----------------- | -------------------- |
| 1  | Союз писателей Нахичевани | Гусейн Ибрагимов  |                      |
| 2  | Газахское отделение       | Барат Вюсал       |                      |
| 3  | Карабахское отделение     | Анвар Ахмед       |                      |
| 4  | Кубинское отделение       | Рамиз Гусарчайлы  |                      |
| 5  | Гянджинское отделение     | Мамед Алим        |                      |
| 6  | Ленкоранское отделение    | Ильтифат Салех    |                      |
| 7  | Сумгатиское отделение     | Сабир Сарван      |                      |
| 8  | Ширванское отделение      | Мирдамед Азиз     |                      |
| 9  | Шекинское отделение       | Вагиф Аслан       |                      |
| 10 | Мингячевирское отделение  | Исмаил Иманзаде   |                      |
| 11 | Аранское отделение        | Сарваз Гусейноглу |                      |
| 12 | Московское отделение      | Тофик Меликли     | 25 октября 2003 года |
| 13 | Борчалинское отделение    | Рафик Гумбат      |                      |
| 14 | Абшеронское отделение     | Шахла Агбулуд     | 9 декабря 2012 года  |
| 15 | Дербентское отделение     |                   |                      |
| 16 | Стамбульское отделение    |                   |                      |

## Литературный конкурс
Союз писателей Азербайджана ежегодно проводит Литературный конкурс, по результатам которого специальная комиссия выбирает лучшие произведения писателей Азербайджана в 5 номинациях:
1. Самая лучшая проза — книги, представленные на соискание премии имени Юсифа Самедоглы
2. Самое лучшее поэтическое произведение — книги, представленные на соискание премии имени Али Керима
3. Самая лучшая критика и эссеистика — книги, представленные на соискание премии имени Яшара Караева
4. Самый лучший перевод — книги, представленные на соискание премии имени Аббаса Саххата
5. Самое лучшее публицистическое произведение, написанное об Азербайджане в нашей стране и за её пределами — книги, представленные на соискание премии имени Наджафа Наджафова[16].

## Интересные факты
31 октября 2012 года Союз писателей Азербайджана и информационное агентство «Интерфакс-Азербайджан» дали старт реализации совместного проекта, направленного на популяризацию новых книг, издаваемых в Азербайджане. Согласно проекту, на сайте агентства была открыта рубрика под названием «Новинки книжной продукции в Азербайджане», в которой периодично размещается краткая информация о новых книгах, опубликованных при рецензировании Союза писателей Азербайджана.